# Europamästerskapen i skidskytte 2001
Europamästerskapen i skidskytte 2001 genomfördes 21 – 28 januari  2001 i Haute Maurienne, Frankrike.

## Distans herrar 20 kilometer
| Placering | Åkare          | Land      |
| --------- | -------------- | --------- |
| 1.        | Günter Beck    | Österrike |
| 2.        | Andreas Stitzl | Tyskland  |
| 3.        | Gael Poirée    | Frankrike |

## Distans damer 15 kilometer
| Placering | Åkare            | Land      |
| --------- | ---------------- | --------- |
| 1.        | Oksana Jakovleva | Ukraina   |
| 2.        | Ceistelle Gros   | Frankrike |
| 3.        | Iva Karagiozova  | Bulgarien |

## Sprint herrar 10 kilometer
| Placering | Åkare              | Land      |
| --------- | ------------------ | --------- |
| 1.        | Vincent Defrasne   | Frankrike |
| 2.        | Wiesław Ziemianin  | Polen     |
| 3.        | Vjatjeslav Derkatj | Ukraina   |

## Sprint damer 7,5 kilometer
| Placering | Åkare            | Land        |
| --------- | ---------------- | ----------- |
| 1.        | Katja Beer       | Tyskland    |
| 2.        | Simone Denkinger | Tyskland    |
| 3.        | Olga Nazarova    | Vitryssland |

## Jaktstart herrar 12,5 kilometer
| Placering | Åkare             | Land      |
| --------- | ----------------- | --------- |
| 1.        | Vincent Defrasne  | Frankrike |
| 2.        | Michael Greis     | Tyskland  |
| 3.        | Wiesław Ziemianin | Polen     |

## Jaktstart damer 10 kilometer
| Placering | Åkare                   | Land     |
| --------- | ----------------------- | -------- |
| 1.        | Katja Beer              | Tyskland |
| 2.        | Lilia Vajgina-Jefremova | Ryssland |
| 3.        | Sabine Fletscher        | Tyskland |

## Stafett 4 x 7,5 kilometer herrar
| Placering | Land     | Åkare                                                             |
| --------- | -------- | ----------------------------------------------------------------- |
| 1.        | Tyskland | Jörn Wollschläger, Andreas Stitzl, Michael Greis, Alexander Wolf  |
| 2.        | Polen    | Wiesław Ziemianin, Woiciech Kozub, Krzysztov Topor, Tomasz Sikora |
| 3.        | Italien  | Theo Senoner, Sergio Bonaldi, Helmuth Messner, Ivan Romanin       |

## Stafett 4 x 6 kilometer damer
| Placering | Land     | Åkare                                                                  |
| --------- | -------- | ---------------------------------------------------------------------- |
| 1.        | Tyskland | Katja Beer, Simone Denkinger, Sabine Flatscher, Ina Menzel             |
| 2.        | Ryssland | Olga Zaitseva, Lilia Vajgina-Jefremova, Natalia Sokolova, Olga Romasko |
| 3.        | Ukraina  | Irina Merkusjina, Oksana Jakovleva, Oksana Chvostenko, Nina Lemesj     |